# Кузьминский сельсовет (Волоколамский район)
Кузьминский сельсовет — упразднённая административно-территориальная единица, существовавшая на территории Московской губернии и Московской области до 1954 года.
Кузьминский сельсовет был образован в первые годы советской власти. В 1921 году он числился в составе Калеевской волости Волоколамского уезда Московской губернии
В 1925 году из Кузьминского с/с был выделен Курбатовский с/с.
По данным 1926 года в состав сельсовета входил 1 населённый пункт — Кузьминское.
В 1929 году Кузьминский с/с был отнесён к Волоколамскому району Московского округа Московской области. При этом к Кузьминскому с/с был присоединён Курбатовский с/с.
14 июня 1954 года Кузьминский сельсовет был упразднён. При этом его территория была передана в Чащинский сельсовет.